# Kah Chun Wong
Kah Chun Wong, Cinese: 黃佳俊; Pinyin: Huáng Jiājùn, anche noto come Kahchun Wong, (Singapore, 24 giugno 1986), è un direttore d'orchestra e compositore singaporiano. Wong diventò il primo asiatico a vincere il prestigioso Concorso internazionale di direzione orchestrale Gustav Mahler per giovani direttori tenutosi a Bamberga, in Germania, il 12 maggio 2016. Uno dei direttori più prolifici di Singapore, è il direttore principale dell'Orchestra Sinfonica di Norimberga in Germania per quattro anni da settembre 2018.

## Biografia
Nato nel 1986 da padre Victor Wong, ufficiale dei warrant officer delle forze armate di Singapore e madre Yeo Huay Lan, insegnante di puericultura, Wong ha due fratelli minori che lavorano nell'ingegneria e nel turismo. La sua famiglia vive in un appartamento HDB di cinque stanze in Jurong West Street 42.
All'età di sette anni, alla Jurong Primary School, gli fu chiesto dal suo insegnante di matematica, che era anche responsabile della banda di ottoni, di unirsi alla banda musicale della scuola dove suonava la cornetta. Alla River Valley High School entrò in una banda di concerti suonando la tromba. Al Raffles Junior College era con la banda sinfonica e si avvicinò alla musica come soggetto GCE A-level.
Provenendo da una modesta formazione di lingua mandarina in cui si parlava più mandarino che inglese, la musica classica occidentale non faceva parte della sua vita familiare. Per la prima volta entrò in contatto con un'orchestra sinfonica occidentale di archi dopo che si era presentato per un amico del Junior College che non era in grado di fareandare le prove alla Singapore National Youth Orchestra (SNYO). Successivamente ebbe lezioni private individuali con musicisti dell'Orchestra Sinfonica di Singapore dove capì che avrebbe potuto avere una carriera in un'orchestra professionale.
Era con la banda militare della SAF durante il suo servizio nazionale quando subì una ferita ai nervi delle labbra per aver suonato la tromba. Poiché non fu in grado di suonare per alcuni mesi, iniziò a comporre. Per suonare la sua composizione musicale, formò la sua squadra di musicisti dai suoi compagni di NS, diresse se stesso e iniziò a dirigere. Prese anche in considerazione l'idea di diventare un direttore d'orchestra professionista.
Dopo il Raffles Junior College, gli fu offerto un posto di fisica a Cambridge con i suoi risultati di Advanced Level. Fu a questo punto che gli fu offerta una borsa di studio dal Conservatorio di musica Yong Siew Toh presso l'Università nazionale di Singapore, che gli fece decidere di studiare composizione musicale perché "aveva sempre voluto essere un musicista professionista". Dopo la laurea nel 2011, lavorò come assistente di direzione con l'Orchestra cinese di Singapore, dove sotto la guida del direttore musicale Tsung Yeh, ebbe una buona conoscenza della musica occidentale e cinese.
el 2011 iniziò il suo studio di direzione d'opera e orchestra alla Hochschule für Musik "Hanns Eisler" di Berlino, in Germania, dopo aver ricevuto la prestigiosa borsa di studio Lee Kuan Yew. Ottenne il suo master nel 2014.

## Carriera
Debuttò nel marzo 2015 con l'Orchestra Sinfonica di Singapore; Wong ha diretto orchestre in oltre 20 città in quattro continenti, tra cui la Berlin Konzerthaus Orchestra, la San Pietroburgo Symphony Orchestra e la Santa Fe Symphony Orchestra.
Nel 2016 è diventato il primo asiatico a vincere il prestigioso Concorso internazionale di regia di Gustav Mahler per giovani conduttori tenutosi a Bamberg, in Germania.
A giugno 2016 ha debuttato in Cina, dirigendo la China Philharmonic Orchestra, Beiijing, Shanghai Symphony Orchestra e Guangzhou Symphony Orchestra.
Ha avuto una nomination e ed è stato finalista al Singapore Youth Award 2017: il più alto riconoscimento di Singapore per i giovani che esemplifica i valori di resilienza, coraggio, leadership e disponibilità a servire, dato dal Consiglio nazionale della gioventù.
Nell'agosto 2018 Wong è stato uno dei 10 singaporiani che hanno ricevuto una menzione speciale nel discorso del Primo Ministro Lee Hsien Loong al National Day Rally, dove ha evidenziato i singaporiani che hanno seguito la loro passione e hanno aperto nuove strade.
Dal settembre 2018 sarà il direttore principale dell'Orchestra Sinfonica di Norimberga in Germania per quattro anni.
Condurrà il concerto annuale del nuovo anno lunare della New York Philharmonic nel febbraio 2019.
Da quando ha vinto il Gustav Mahler 2016 molte porte si sono aperte per lui ed è stato prenotato fino al 2020.

## Altri iniziative
Nel 2010 lui e alcuni giovani musicisti formarono l'Asian Contemporary Ensemble per sostenere i compositori singaporiani e asiatici.
Nel 2016 ha co-fondato il Project Infinitude per avvicinare i bambini alla musica con la signora Marina Mahler, la nipote di Gustav Mahler, come parte di un'iniziativa di educazione musicale globale con la Fondazione Mahler da lei fondata.

## Premi
- 2º premio 2011 - 5º Concorso internazionale per giovani direttori Lovro von Matačić[9]
- 1º premio 2013 - 4º Concorso internazionale di direzione Jeunesses Musicales Bucarest
- 1º premio 2016 - 5º Concorso di direzione di Gustav Mahler